# Kaishu Hirano
Kaishu Hirano (en japonés: 平野海祝, Hirano Kaishu; Murakami, 14 de octubre de 2002) es un deportista japonés que compite en snowboard, especialista en la prueba de halfpipe. Su hermano Ayumu compite en el mismo deporte.
Consiguió dos medallas de bronce en los X Games de Invierno.

## Medallero internacional
| \| X Games de Invierno \| X Games de Invierno \| X Games de Invierno \| X Games de Invierno \| \| Año \| Lugar \| Medalla \| Prueba \| \| ------------------- \| ---------------------- \| ------------------- \| ------------------- \| \| 2022 \| Aspen (Estados Unidos) \| Medalla de bronce \| Superpipe \| \| 2024 \| Aspen (Estados Unidos) \| Medalla de bronce \| Superpipe \| |                        |                   |           |
| X Games de Invierno |                        |                   |           |
| Año | Lugar                  | Medalla           | Prueba    |
| 2022 | Aspen (Estados Unidos) | Medalla de bronce | Superpipe |
| 2024 | Aspen (Estados Unidos) | Medalla de bronce | Superpipe |